# 藤原真理
藤原 真理（ふじわら まり、1949年1月18日 - ）は、日本のチェリスト。

## 人物
大阪府和泉市出身。1959年に桐朋学園子供のための音楽教室に入学し、15年間斎藤秀雄に師事する。1971年、第40回日本音楽コンクールで大賞とチェロ部門第1位を獲得。その後、ピエール・フルニエ、ムスティスラフ・ロストロポーヴィチに師事し、1976年に芸術選奨新人賞を受賞。1978年、第6回チャイコフスキー国際コンクールにおいて、チェロ部門第2位を獲得。主に室内楽作品に力を入れて演奏活動をしている。その活動はクラシック音楽にとどまらず多岐にわたって国内外で演奏を行い、久石譲作品への参加、親交の厚い坂本龍一とたびたび共演をしている。毎年、自身の誕生日である1月18日に、チェロリサイタル「“誕生日にはバッハを”無伴奏チェロ組曲 全曲演奏会」を行っている。